# Carl Krasberg
Carl Krasberg (* 7. Juni 1946 in Wattenscheid; † 9. Januar 2024 in Bochum) war ein deutscher bildender Künstler der Konstruktiv-Konkreten Kunst und Hochschullehrer. Er lebte und arbeitete in Bochum-Wattenscheid. Seine künstlerische Arbeit umfasst Bilder, Zeichnungen, Reliefs und Plastiken.

## Leben
Krasberg studierte von 1966 bis 1971 an der Hochschule für bildende Künste Kassel. Von 1972 bis 1976 war er wissenschaftlicher Assistent an der Universität (TH) Karlsruhe am Institut für Grundlagen der Gestaltung. Von 1977 bis zu seiner Emeritierung 2011 lehrte er an der Fachhochschule Düsseldorf im Fachbereich Architektur (PBSA) das Fach „Grundlagen der Gestaltung“ mit dem Schwerpunkt Farbgestaltung.

## Künstlerisches Schaffen
Zentrales Thema der Kunst Carl Krasbergs war das Wirkphänomen der Farbe. Seine Werke entwickelte er durch die systematische Orientierung von Farbreihen auf einer zumeist quadratisch gerasterten Bildfläche. Diese als „Programme“ bezeichneten Versetzungskriterien entstanden sukzessive seit seinem Studium an der Hochschule für Bildende Künste Kassel. Trotz ihres strengen und systematischen Aufbaus laden die Arbeiten zum „aktiven Sehen“ (Josef Albers) ein und entfalten vor dem Betrachter ein breites Spektrum an Farbwirkungen. Darin steht Carl Krasberg unter anderem in der Tradition von Vertretern der Zürcher Konkreten wie Richard Paul Lohse.